# Middag med Bildt
Middag med Bildt var ett TV-program lett av Carl Bildt som visades på TV8 under åren 2004-2005. Programidén gick ut på att Bildt, vid ett middagsbord, samtalade med inbjudna gäster om aktuella samhällsfrågor. Totalt sändes tolv entimmesavsnitt under två säsonger. Journalisten Stefan Wahlberg var producent under båda säsongerna och journalisten och författaren Åke Ortmark var, under den första säsongen, ständig gäst och bisittare till Bildt.